# Pepe Isbert
José Ysbert Alvarruiz (Madrid, 3 de marzo de 1886-Madrid, 28 de noviembre de 1966), conocido como Pepe Isbert, fue un actor de cine, teatro y televisión español, ganador de varios premios y famoso por su particular personalidad en la pantalla. Su físico menudo e inconfundible voz ronca lo llevaron a protagonizar decenas de películas durante las décadas de 1950 y 1960, consideradas clásicos del cine español, tales como Bienvenido, Mister Marshall, El verdugo y La gran familia. A lo largo de su carrera, Isbert compartió pantalla con grandes actores del panorama español del momento, como Alberto Closas, José Luis López Vázquez, Fernando Fernán Gómez, Manolo Morán y Antonio Ozores, además de trabajar con directores como Luis García Berlanga, Rafael Gil, Edgar Neville y Ladislao Vajda.
Isbert comenzó desde muy temprana edad a interesarse por la actuación, iniciando su carrera artística en el desaparecido teatro Apolo, en el año 1903. Con el seudónimo de Fígaro, cosechó su mayor éxito en compañía del teatro Lara. Tras la aparición del cine sonoro, Pepe Isbert fue dejando progresivamente el teatro para comenzar su carrera cinematográfica, siendo su primer gran éxito en el campo la comedia La pura verdad, dirigida por el famoso director de cine Florián Rey. No sería hasta que acabó la guerra civil, cuando su carrera comenzó a ascender súbitamente, convirtiéndolo en una estrella de cine, reclamado en las más grandes producciones nacionales. Su fama también se volvió internacional, siendo el anfitrión español de grandes figuras extranjeras como Jorge Negrete y Sophia Loren.
Pepe Isbert dejó su marca en el cine español, participando en grandes películas y con amplia gama de géneros cinematográficos, incluyendo comedias, musicales, biográficas, bélicas, cintas de suspenso y películas familiares. Ganó la Medalla de Oro del Círculo de Bellas Artes y la Medalla al Mérito en el Trabajo. Falleció en 1966, a los ochenta años tras una larga enfermedad cardiovascular y alejado de las cámaras debido a una traqueotomía que se le practicó en 1963 y que le arrebató la capacidad de hablar. Isbert dejó tras de sí un legado de interpretaciones clásicas e inolvidables, y es considerado uno de los mejores actores del cine español.

## Biografía

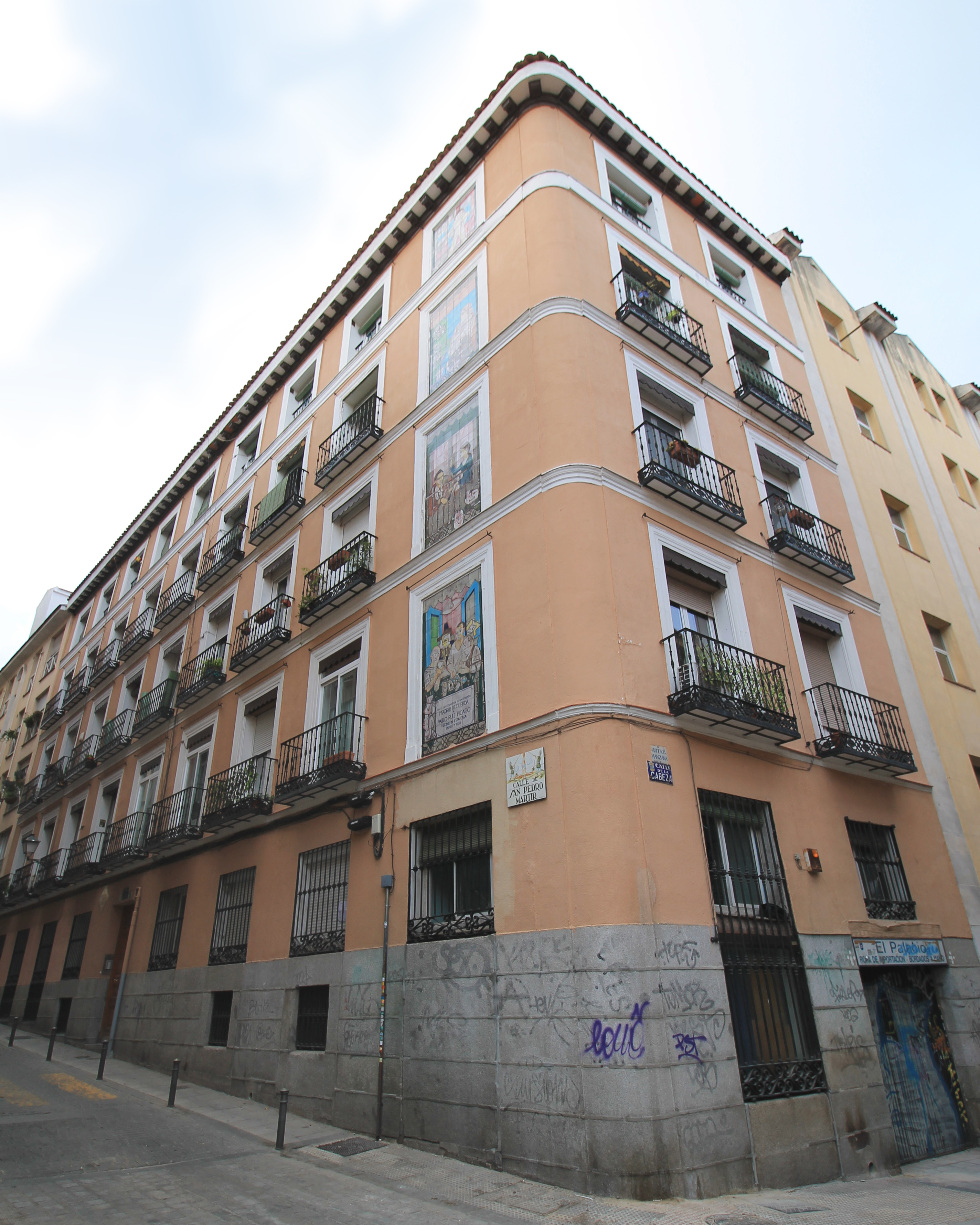
Casa natal de José Isbert, en el barrio de Embajadores de Madrid.

Su nombre completo era José Enrique Benito y Emeterio Ysbert Alvarruiz. Aunque nació en la capital española, en el barrio de Embajadores, vivió regularmente en Tarazona de la Mancha, el pueblo albaceteño de donde su familia era originaria, y allí conoció a su futura esposa. A los ocho años falleció su padre, ingeniero geógrafo, y poco tiempo después, aunque la familia decidió que el pequeño José estudiase en el colegio granadino de Sacromonte, Pepe Isbert regresó a Madrid para proseguir sus estudios, inscribiéndose en la Escuela Central de Comercio, donde obtuvo el título de profesor mercantil.
En 1903 trabajaba como profesor mercantil, y ocupaba un puesto en el Tribunal de Cuentas, pero decidió dejarlo para dedicarse a la interpretación. Ese mismo año, recomendado por Carlos Arniches, debutó como actor en el teatro Apolo de Madrid, en la obra El iluso Cañizares cambiando su apellido original por el apellido artístico de Isbert; hasta entonces, venía trabajando como meritorio bajo el seudónimo de Fígaro, para posteriormente ser cabeza de cartel. Fue trasladado entonces a la compañía del teatro Lara, donde consiguió grandes reconocimientos en obras como La ciudad alegre y confiada (1916) y La Inmaculada de los Dolores (1918), ambas de Jacinto Benavente o La señorita de Trevélez (1916), de Carlos Arniches, con quien tenía lazos familiares.

Se casó con su prima Elvira Soriano Picazo (1892-1986); es el padre de la actriz María Isbert el abuelo de Tony Isbert, Andrés Isbert, José S. Isbert y Carlos Ysbert y el bisabuelo de la también actriz Bego Isbert.

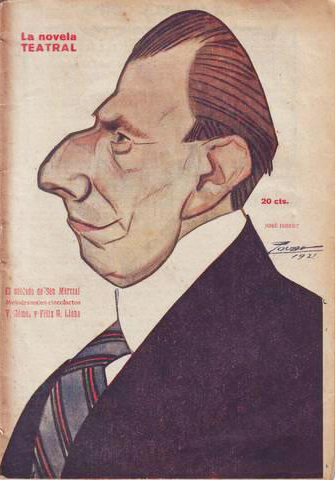
Caricaturizado por Tovar para una portada de La Novela Teatral (1921)

Su primera aparición en la gran pantalla data de 1912 en el corto Asesinato y entierro de don José Canalejas. En ella interpretó al anarquista Pardiñas, responsable del asesinato del político liberal, y cobró cien pesetas por el trabajo. Durante la época del cine mudo, su carrera estuvo centrada en el teatro ya que el cine no le gustaba, como a la mayoría de las estrellas, con muy pocas apariciones en este medio. Con la llegada del cine sonoro en los años 1930, reapareció en la comedia La pura verdad (1931), de Florián Rey.
Su verdadera y destacada popularidad la obtuvo en su permanencia en las carteleras teatrales que no por éxitos en sí, llegó dos veces a retirarse de la profesión y argumentarlo públicamente. Nunca dejó de actuar, salvo en el tiempo de la Guerra Civil, en la que a las dificultades de las circunstancias sumaba la de ser un ferviente católico durante el asedio de Madrid, condición que lo obligó a abandonar la escena. Hizo un éxito de las comedias incomparables de Pedro Muñoz Seca, que se presentaban como centenarias, pues ningún público se resistía al genio del autor y a la brillantez entrañable del actor (fueron inolvidables La Eme, Equilibrios, entre decenas). Prácticamente entre los años 1920 y 1930 fue activo en el Teatro de la Comedia, en la calle del Príncipe, y de las giras organizadas por la compañía. También ayudó al éxito de comedias de Carlos Arniches (El señor Badanas, 1930) o Jardiel Poncela, (Angelina o el honor de un brigadier, 1934). En los años 1930 rodó media docena de títulos, entre los que destacan ¿Cuándo te suicidas? (1931) de Manuel Romero, La bien pagada (1935) de Eusebio Fernández Ardavín o El bailarín y el trabajador (1935), dirigida por Luis Marquina y basada en la obra teatral de Jacinto Benavente.
En la década de 1940 fue ganando popularidad en el cine, y aumentó el número de películas. Pueden destacarse Orosia (1944), Te quiero para mí (1944) y El testamento del virrey (1944), dirigidas por Ladislao Vajda; Ella, él y sus millones (1944) de Juan de Orduña; El fantasma y doña Juanita (1945) de Rafael Gil y Pacto de silencio (1949), dirigida por Antonio Román. Su etapa más prolífica fue en los años 1950 y la primera mitad de los años 1960 destacando sobre todas Bienvenido, Mister Marshall (1953), en la que interpreta al entrañable y sordo alcalde del pueblo, y Los jueves, milagro (1957), ambas de Luis García Berlanga, El Cochecito (1960) de Marco Ferreri, y El verdugo (1963), de nuevo con Berlanga, con guion de Rafael Azcona.
Entre sus últimos trabajos, fue muy popular su papel de abuelo en La gran familia (1962). La cinta constituyó un tremendo éxito, por ser el reflejo de una familia común y muy numerosa española, y dio lugar a dos secuelas, La familia y uno más (1965), y La familia, bien, gracias (1979), y una serie de televisión, La gran familia... 30 años después, en las que no participó pero que contribuyeron a prolongar su popularidad años después de su fallecimiento. Cinco décadas después de su desaparición, todo el mundo reconoce su peculiar voz ronca llamando a su nieto Chencho o arengando a los vecinos ante la llegada inminente de los americanos.
En 1963 se le practicó una traqueotomía. Pepe Isbert falleció en Madrid el 28 de noviembre de 1966 a la edad de ochenta años, víctima de un infarto de miocardio. Fue enterrado en el cementerio de Tarazona de la Mancha, que era el pueblo de su esposa. Fue galardonado con la Medalla de Oro del Círculo de Bellas Artes y la Medalla al Mérito en el Trabajo.

## Legado

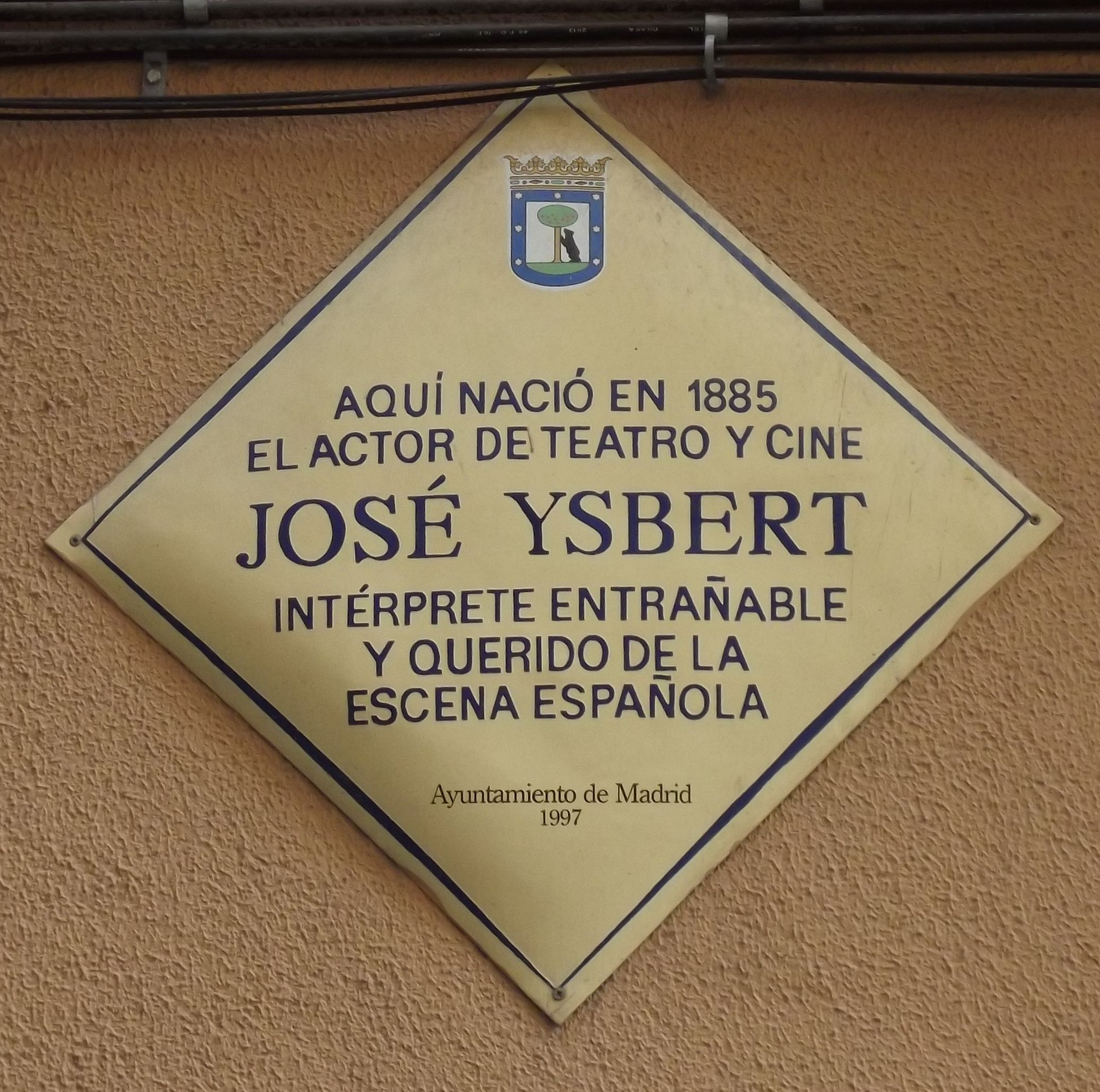
Placa conmemorativa a José Isbert en la Calle de San Pedro Mártir, Madrid, inaugurada en 1997.

Su huella ha quedado no solo en sus películas, sino también en diversos premios con su nombre a lo largo de la geografía nacional. El más veterano es el premio concedido en el Festival de Cine de Humor de Peñíscola. También los Amigos de los Teatros de España (AMIThE) entregan con su nombre el Premio Nacional de Teatro José Isbert que han obtenido los más importantes actores y actrices de España. Este galardón se entrega en Albacete en el Teatro Circo.
Desde 2007 una parada (estación de José Isbert) del Metro Ligero Oeste de Madrid, ubicada en el municipio de Pozuelo de Alarcón, lleva su nombre. AMIThE propuso al Ayuntamiento de Albacete que la sala principal del histórico Teatro Circo de Albacete lleve su nombre.
La Filmoteca de Albacete editó en 2009 sus memorias, tituladas Mi vida artística, escritas por el actor en los últimos días de su vida, con la ayuda de su hija María. El crítico Carlos Boyero calificó esta obra como «lamentable», tanto en estilo como en contenido.

## Filmografía
- Asesinato y entierro de don José Canalejas (1912)[5]
- A la orden, mi coronel (1919)
- La mala ley (1923)
- 48 pesetas de taxi (1930)
- ¿Cuándo te suicidas? (1931)
- La pura verdad (1931)
- La bien pagá (1935)
- Vidas rotas (1935)
- El bailarín y el trabajador (1936)
- Alma de Dios (1941)
- El sobre lacrado (1941)
- Aventura (1942)
- Una chica de opereta (1943)
- El fantasma y Doña Juanita (1944)[5]
- La vida empieza a medianoche (1944)
- Ella, él y sus millones (1944)[5]
- Te quiero para mí (1944)
- Orosia (1944)
- Un hombre de negocios (1945)
- Confidencia (1947)
- Dos cuentos para dos (1947)
- La princesa de los Ursinos (1947)[5]
- Siempre vuelven de madrugada (1948)
- La fiesta sigue (1948)
- Tres ladrones en la casa (1948)
- El señor Esteve (1948)
- Un uniforme (1948)
- Pacto de silencio (1949)
- En un rincón de España (1949)
- La familia Vila (1950)
- Séptima página (1950)
- Un soltero difícil (1950)
- El capitán Veneno (1950)
- Cuentos de la Alhambra (1950)
- Mi adorado Juan (1950)
- Servicio en la mar (1951)
- Lola la Piconera (1951)[4]
- Me quiero casar (1951)
- Me quiero casar contigo (1951)
- Cielo negro (1951)
- Ronda española (1952)
- Cerca de la ciudad (1952)
- El tirano de Toledo (1952)
- La estrella de Sierra Morena (1952)
- Último día (1952)
- Doña Francisca (1952)
- Sor intrépida (1952)
- Bienvenido, Mister Marshall (1953)[5]
- ¡Che, qué loco! (1953)
- Intriga en el escenario (1953)
- Así es Madrid (1953)
- Carne de horca (1953)
- Aeropuerto (1953)
- Un caballero andaluz (1954)
- Un día perdido (1954)
- La pícara Molinera (1954)
- Once pares de botas (1954)
- Las aventuras del barbero de Sevilla (1954)
- Historias de la radio (1955)[5]
- El guardián del paraíso (1955)
- Manolo, guardia urbano (1956)
- Calabuch (1956)[4][4]
- Los ladrones somos gente honrada (1956)[4]
- Mi tío Jacinto (1956)[4]
- Faustina (1957)
- Los ángeles del volante (1957)[5]
- Un ángel pasó por Brooklyn (1957)
- Los jueves, milagro (1957)[5]
- Lo que cuesta vivir (1957)
- Fulano y Mengano (1957)
- Despedida de soltero (1958)
- La vida por delante (1958)[4]
- Vida sin risas (1959)
- Bombas para la paz (1959)
- El Litri y su sombra (1960)
- Don Lucio y el hermano Pío (1960)
- Nada menos que un arkángel (1960)
- El cochecito (1960)[5]
- Días de feria (1960)
- Margarita se llama mi amor (1961)
- Patricia mía (1961)
- Don José, Pepe y Pepito (1961)
- Vamos a contar mentiras (1962)
- Cupido contrabandista (1962)
- La gran familia (1962)[4]
- Sabían demasiado (1962)
- Los que no fuimos a la guerra (1962)
- La pandilla de los once (1963)
- El verdugo (1963)[5]
- El sol en el espejo (1963)[6]
- Perro golfo (1963)
- Los dinamiteros (1964)[5]
- Tú y yo somos tres (1964)
- La familia y uno más (1965)[4]
- Operación Dalila (1967)[5]